# بومباي المخملية
بومباي المخملية (بالإنجليزية: Bombay Velvet)‏ هو فيلم الدراما الجريمة 2015 فترة الهندية بإخراج وإنتاج مشترك من قبل انوراغ كاشياب، استنادا إلى كتاب مؤرخ جيان براكاش مومباي الخرافات. من النجوم رانبير كابور، أنوشكا شارما وكاران جوهر في الأدوار القيادية مع كاي كاي مينون، مانيش شودري، فيفان شاه وسيدهارثا باسو الظهور في أدوار مساعدة. وقد عرض الفيلم في 15 مايو 2015.

## القصة
سبتمبر في 1960م بومباي، ويحكي الفيلم قصة بالراج (رانبير كابور)، وهو مقاتل الشارع / الملاكم الذي هو في حالة حب مع مغنية الجاز روزي. رؤية روزي (أنوشكا شارما) مع الرجال الأثرياء أيضا أعلى الشرر حلمه في أن يصبح "قطة كبيرة"، معتبرا أنه إذا استطاع أن يصبح غنيا، وقال انه قد كسب قلب روزي و. يستخدم بالراج وصديقه (شيمان ستاديب ميسرا) ثم قبض على العين من كايزاد كامباتا (كاران جوهار)، وهو رجل أعمال ثري الذي أعجب بالراج وتقدم له إدارة ناديه "بومباي المخملية"، أي كامبات لمواصلة أعلى مهامه غير المشروعة والأنشطة. انه أنشي ألقاب بالراج "جوني"، الذي ثم يصبح هويته. فضلا عن ذلك، جوني وشيمان من أداء المهام الموكلة طفيفة لكامباتا، بما في ذلك التقاط صورة قذرة وزير من يريد ابتزاز كامبات هذا الخبر يصل إلى جيمي ميستري، وهو مراسل وسائل الإعلام، أنشي الذي صادف أن يكون نفس رجل ثري كان جوني كما كان في السابق مع روزي.
تذكر هذا كان جوني على سحق روزي، ميستري يستفيد من هذا ويرسل روزي إلى النادي جوني للحصول على وضع يديها على صورة من الوزير. ومع ذلك، روزي وجوني في النهاية تقع في الحب، حتى يهدد ميستري للكشف عن هوية روزي الحقيقية لجوني. لذلك، يبدأ روزي تقديم معلومات حول أنشطة جوني وكامباتا لميستري. بعد تسريب صورة لقاء سري بين الطلقات الكبيرة في بومباي، وتمكنت كامبات لتخمين هذا كان روزي توفير المعلومات والأوامر لها للقتل. جوني يسمع من هذا ويشكل أنمتي مع كامبات، الرجل الذي بروغات` له في العالم الجريمة.

## طاقم التمثيل
رانبير كابور (راج)
أنوشكا شارمه (روزي)
كاران جوهر (كامباتا)

## وصلات خارجية
- بومباي المخملية على موقع IMDb (الإنجليزية)
- بومباي المخملية على موقع ميتاكريتيك (الإنجليزية)
- بومباي المخملية على موقع روتن توميتوز (الإنجليزية)
- بومباي المخملية على موقع قاعدة بيانات الأفلام العربية
- بومباي المخملية على موقع ألو سيني (الفرنسية)
- بومباي المخملية على موقع Turner Classic Movies (الإنجليزية)
- بومباي المخملية على موقع أول موفي (الإنجليزية)
- بومباي المخملية على موقع بوكس أوفيس موجو (الإنجليزية)
- بومباي المخملية على موقع فيلمافينيتي (الإسبانية)
- بومباي المخملية على موقع قاعدة بيانات الفيلم (الإنجليزية)